# International Tour of Hellas
International Tour of Hellas je etapový cyklistický závod konaný v Řecku obvykle na začátku května. Od roku 2005 je závod součástí UCI Europe Tour na úrovni 2.1. Do té doby byl závod určen amatérům.
Závod se poprvé konal v roce 1968 pod názvem Antiquities Trophy a byl později přejmenován na Tour of Hellas. S přestávkami se konal mezi lety 1968 a 2012. Poté nebyl několik let organizován z důvodu nedostatku finančních prostředků a sponzorů.
V prosinci 2021 oznámil řecký ministr kultury a sportu, že se závod pod novým názvem International Tour of Hellas bude v roce 2022 konat znovu. Závod je organizován společností Cycling Greece ve spolupráci s Helénskou cyklistickou federací a místními úřady hostujících měst.
Posledním vítězem tohoto závodu (k roku 2023) je Portugalec Iúri Leitão (Caja Rural–Seguros RGA).

## Seznam vítězů
| Rok       | Země             | Jezdec                 | Tým                                     |
| --------- | ---------------- | ---------------------- | --------------------------------------- |
| 1968      | Dánsko           | Gerhard Nielsen        |                                         |
| 1969–1980 | Nejelo se        | Nejelo se              | Nejelo se                               |
| 1981      | Řecko            | Kanellos Kanellopoulos | PO Patras                               |
| 1982      | Nizemsko         | Henri Manders          |                                         |
| 1983      | Nejelo se        | Nejelo se              | Nejelo se                               |
| 1984      | Sovětský svaz    | Asjat Saitov           |                                         |
| 1985      | Sovětský svaz    | Jonas Romanovas        |                                         |
| 1986      | Rakousko         | Roland Königshofer     |                                         |
| 1987      | Východní Německo | Olaf Jentzsch          |                                         |
| 1988      | Sovětský svaz    | Gintautas Umaras       |                                         |
| 1989      | Východní Německo | Frank Kühn             |                                         |
| 1990–1997 | Nejelo se        | Nejelo se              | Nejelo se                               |
| 1998      | Německo          | Thomas Liese           |                                         |
| 1999–2001 | Nejelo se        | Nejelo se              | Nejelo se                               |
| 2002      | Nový Zéland      | Fraser MacMaster       | Volksbank–Ideal                         |
| 2003      | Řecko            | Vasilis Anastopoulos   | Volksbank–Ideal                         |
| 2004      | Kazachstán       | Asan Bazajev           | Capec                                   |
| 2005      | Kazachstán       | Valerij Dmitrijev      | Kazachstán (národní tým)                |
| 2006      | Rusko            | Pavel Brutt            | Tinkoff Restaurants                     |
| 2007–2010 | Nejelo se        | Nejelo se              | Nejelo se                               |
| 2011      | Německo          | Stefan Schäfer         | LKT Team Brandenburg                    |
| 2012      | Slovinsko        | Robert Vrečer          | Team Vorarlberg                         |
| 2013–2021 | Nejelo se        | Nejelo se              | Nejelo se                               |
| 2022      | Nový Zéland      | Aaron Gate             | Bolton Equities Black Spoke Pro Cycling |
| 2023      | Portugalsko      | Iúri Leitão            | Caja Rural–Seguros RGA                  |